# Wybory parlamentarne w Hiszpanii w 1989 roku
Wybory parlamentarne w Hiszpanii odbyły się 29 października 1989. Frekwencja wyborcza wyniosła 69,7%.
| ← Wybory parlamentarne 1989 w Hiszpanii →                                                                                 |           |       |            |
| Partia | Głosy     | %     | Deputowani |
| Hiszpańska Socjalistyczna Partia Robotnicza (Partido Socialista Obrero Español) (PSOE)                                    | 8.115.568 | 39,6  | 175        |
| Partia Ludowa (Partido Popular) (PP)                                                                                      | 5.285.972 | 25,79 | 107        |
| Konwergencja i Jedność (Convergència i Unió) (CiU)                                                                        | 1.032.243 | 5,04  | 18         |
| Zjednoczona Lewica (Izquierda Unida) (IU)                                                                                 | 1.858.588 | 9,07  | 17         |
| Centrum Demokratyczno-Socjalne (Centro Democrático y Social) (CDS)                                                        | 1.617.716 | 7,89  | 14         |
| Euzko Alderdi Jeltzalea - Nacjonalistyczna Partia Basków (Euzko Alderdi Jeltzalea - Partido Nacionalista Vasco) (EAJ-PNV) | 254.681   | 1,24  | 5          |
| Herri Batasuna (HB) | 217.278   | 1,06  | 4          |
| Partia Andaluzji (Partido Andalucista) (PA)                                                                               | 212.687   | 1,04  | 2          |
| Zjednoczenie Walencji (Unió Valenciana) (UV)                                                                              | 144.924   | 0,71  | 2          |
| Eusko Alkartasuna (EA) | 136.955   | 0,67  | 2          |
| Euskadiko Ezkerra (EE) | 105.238   | 0,51  | 2          |
| Aragońska Partia Regionalna (Partido Aragonés Regionalista) (PAR)                                                         | 71.733    | 0,35  | 1          |
| Zgrupowanie Niepodległości Wysp Kanaryjskich (Agrupaciones Independientes de Canarias) (AIC)                              | 64.767    | 0,32  | 1          |
| Razem |           |       | 350        |